# Cyclophoridae
Cyclophoridae is een familie van weekdieren uit de klasse van de Gastropoda (slakken).

## Geslachten
- Cyclophorus Montfort, 1810
- Ditropopsis E. A. Smith, 1897
- Japonia Gould, 1859
- Leptopoma L. Pfeiffer, 1847
- Pterocyclos Benson, 1832